# 031
031 en Europe est un type de locomotive à vapeur dont les essieux ont la configuration suivante (de l'avant vers l'arrière) :
- 3 essieux moteurs
- 1 essieu porteur

Il s'agit le plus souvent de locomotives-tender, les locomotives à tender séparé sont plus rares.

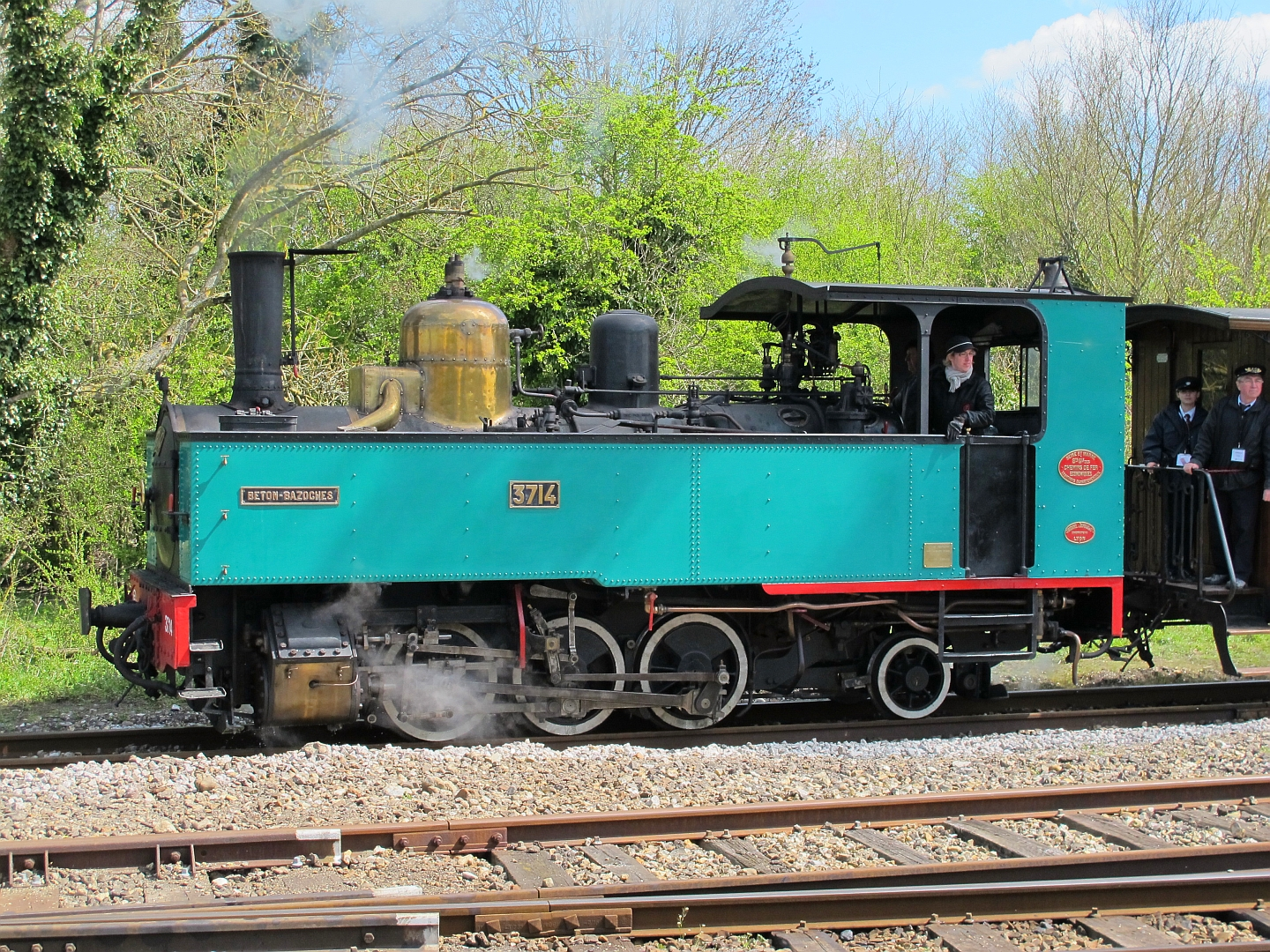
La 031 T Buffaud & Robatel n°3714 ex-chemin de fer départemental de Seine et Marne, sur le Chemin de Fer de la Baie de Somme.

## Codifications
Ce qui s'écrit :
- 0-6-2 en codification Whyte.
- 031 en codification d'Europe.
- C1 en codification allemande et italienne.
- 34 en codification turque.
- 3/4 en codification suisse.

## Utilisation
Réseau de l'ALT9.1 AL 7988 (origine allemande de 1918)
Compagnie du Nord031 Nord 3.1451 à 3.1459 (origine allemande de 1918), futures : 2-031 TA 1 à 9
Compagnie des chemins de fer de Paris à Lyon et à la Méditerranée
- 031 PLM 3001 à 3140 (un des rares modèles de 031 à tender séparé)